# Кубла-хан
«Кубла-хан, или Видение во сне» (англ. Kubla Khan, or A Vision in a Dream) — поэма Сэмюэла Тейлора Кольриджа, которую он начал сочинять в 1797 году. Поэма осталась незавершённой; опубликована в 1816 году вместе с другой незавершённой поэмой раннего периода, «Кристабель». На русский язык её перевёл Константин Бальмонт.
Первую публикацию Кольридж сопроводил предисловием, где рассказал, что поэма пришла к нему во сне, после приёма опиума и чтения тома Сэмюэла Пёрчаса c записками Марко Поло о жизни при дворе монгольского хана Кубилая (Кубла-хана) в Ханбалыке. После пробуждения он стал записывать строки, рождённые во сне, пока не был прерван сообщением слуги о том, что к нему пришёл человек из Порлока. Когда он вышел встретить гостя, на пороге никого не оказалось. Вернувшись в кабинет, Кольридж понял, что забыл строчки поэмы, оставшиеся не записанными:

С немалым удивлением и досадой я обнаружил, что хотя смутно, но помню общие очертания моего видения, все прочее, кроме восьми или десяти отдельных строк, исчезло, как круги на поверхности реки от брошенного камня, и — увы! — восстановить их было невозможно.
Биографы оспаривают правдивость этой истории. Возможно, рассказ о человеке из Порлока — лишь благовидный предлог для объяснения незавершённости поэмы. Кроме «Старого моряка», все крупные вещи, которые задумывались Кольриджем для «Лирических баллад», не были по разным причинам доведены им до конца. Кольридж время от времени читал начало поэмы своим друзьям-романтикам, которые считали этот текст совершенным. Наконец, поддавшись на уговоры Байрона, он согласился на её обнародование в печати.
Хорхе Луис Борхес в очерке об этой поэме приводит мнение Суинберна насчёт того, что

спасенное от забвения было изумительнейшим образцом музыки английского языка и что человек, способный проанализировать эти стихи (дальше идет метафора, взятая у Джона Китса), мог бы разъять радугу. Все переводы и переложения поэмы, основное достоинство которой музыка, — пустое занятие, а порой оно может принести вред.